# Niraj Shah
Niraj S. Shah, född antingen 1973 eller 1974, är en amerikansk företagsledare som är medordförande och VD för det multinationella e-handelsföretaget Wayfair Inc., som han delgrundade tillsammans med Steve Conine år 2002. Han satt också som ledamot för Federal Reserve Bank of Boston mellan 2017 och 2019. Han och Conine har tidigare startat upp och lett företag som Simplify Mobile och Spinners samt arbetat för IXL. Shah har även arbetat för Greylock Partners.
Den amerikanska ekonomitidskriften Forbes rankar Shah till att vara världens 928:e rikaste med en förmögenhet på 2,8 miljarder amerikansk dollar för den 11 juli 2020.
Han avlade en kandidatexamen i ingenjörsvetenskap vid Cornell University.